# EX-388
La carretera EX-388 es de titularidad de la Junta de Extremadura. Su categoría es local. Su denominación oficial es   EX-388 , Travesía de Almaraz.